# Kymmenen virran maa
Kymmenen virran maa (svenska: Tio älvars land) är landskapssång för Norra Österbotten, skriven av Aukusti Valdemar Koskimies och komponerad av Oskar Merikanto. Alternativ melodi har komponerats av Leevi Madetoja. En svensk översättning har gjorts av Nino Runeberg.

## Inspelningar (urval)[3]
- Juho Koskelo med orkester, 1917

- Toivo Louko med orkester, 1929
- Ture Ara med orkester, 1942